# ブリアン・ベルグニュー
ブリアン・ベルグニュー（Bryan Bergougnoux 、1983年1月12日 - ）は、フランス・リヨン出身の元プロサッカー選手、サッカー指導者。現役時代のポジションはMF。

## 経歴

### クラブ
地元クラブのオリンピック・リヨンでプロキャリアをスタート。リヨンには4シーズン在籍しリーグ・アン4連覇を経験したが、自身の記録は36試合・4ゴールに留まった。
2005年、出場機会を求めトゥールーズFCに移籍。移籍金は350万ユーロで4年契約にサインした。
2009年8月にトゥールーズとの契約を満了し、セリエBのUSレッチェにフリーで加入した。
2012年9月、トゥールFCと2年の延長オプション付き単年契約を結んだ。2017年7月、契約を2019年夏まで延長。
2018年8月、監督兼任でトノン・エヴィアンFCに移籍した。

### 代表
U-21の代表歴があり、2006年にUEFA U-21欧州選手権に参加した。

## タイトル
リヨン
- リーグ・アン: 2001-02, 2002-03, 2003-04, 2004-05
- トロフェ・デ・シャンピオン: 2002, 2003, 2004

レッチェ
- セリエB: 2009-10